# Tulostoma andrejevianum
Tulostoma andrejevianum es una especie de hongo del género Tulostoma, de la familia Agaricaceae, orden Agaricales. Fue descrita por Philim. y Schwarzman.

## Distribución
Se distribuye por Asia.